# Köles-tető
Köles-tető este o arie protejată (arie specială de conservare — SAC, sit de importanță comunitară — SCI) din Ungaria întinsă pe o suprafață de 385,41 ha, integral pe uscat.

## Localizare
Centrul sitului Köles-tető este situat la coordonatele 47°13′29″N 16°47′06″E / 47.224722°N 16.785°E.

## Înființare
Situl Köles-tető a fost declarat sit de importanță comunitară în mai 2004 pentru a proteja 6 specii de animale. Situl a fost protejat și ca arie specială de conservare în februarie 2010.

## Biodiversitate
Situată în ecoregiunea panonică, aria protejată conține 3 habitate naturale: Păduri panonice cu Quercus petraea și Carpinus betulus, Păduri aluvionare cu Alnus glutinosa și Fraxinus excelsior (Alno-Padion, Alnion incanae, Salicion albae), Păduri panonice-balcanice de stejar turcesc - stejar sesil.
La baza desemnării sitului se află mai multe specii protejate:
- mamifere (2): liliac cârn (Barbastella barbastellus), liliac comun (Myotis myotis)
- nevertebrate (4): croitorul mare al stejarului (Cerambyx cerdo), fluturele de noapte (Eriogaster catax), Hypodryas maturna, rădașcă (Lucanus cervus)

Pe lângă speciile protejate, pe teritoriul sitului au mai fost identificate 5 specii de plante, 1 specie de păsări.